# Eugène Burnouf

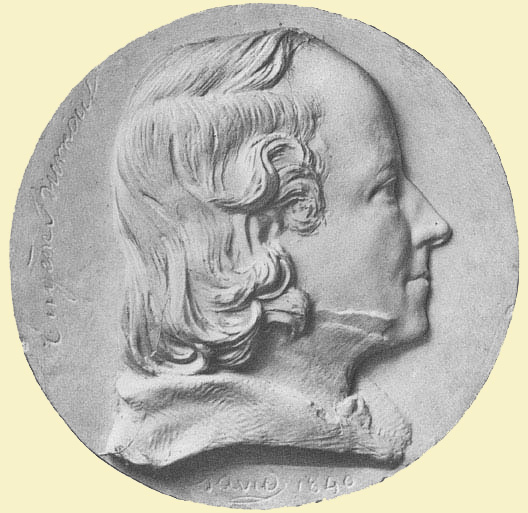
Eugène Burnouf

Eugène Burnouf (spr. bürnuf) (* 12. August 1801 in Paris; † 28. Mai 1852 ebenda) war ein französischer Indologe.

## Leben und Wirken
Burnouf war der Sohn des angesehenen Altphilologen Jean-Louis Burnouf (1775–1844), der durch eine von 1827 bis 1833 in sechs Bänden erschienene Übersetzung der Werke des Tacitus bekannt wurde.
Burnouf studierte zunächst Rechtswissenschaft, dann unter Jean-Pierre Abel-Rémusat und Antoine-Léonard de Chézy orientalische Sprachen, namentlich das Indische und Persische. 1829 wurde er an der École normale supérieure angestellt und erhielt 1832 als Nachfolger Chézys die Professur des Sanskrits am Collège de France, die er bis an seinen Tod bekleidete.
Seit 1832 auch Mitglied der Académie des Inscriptions et Belles-Lettres, starb er am 28. Mai 1852, nachdem er einige Tage zuvor zum ständigen Sekretär derselben ernannt worden war. Burnoufs durch streng methodisches Verfahren und durch klare und anziehende Darstellung ausgezeichnete Arbeiten wirkten namentlich nach zwei Richtungen hin epochemachend für das Studium des Buddhismus und für dasjenige des Zendavesta.
Das Pali, die heilige Sprache der südlichen Buddhisten, unterzog er im Verein mit Christian Lassen in Bonn der ersten eingehenden Untersuchung in dem von beiden Gelehrten zusammen herausgegebenen Essai sur le Pali (Paris 1826), worauf Burnouf allein noch weitere Observations grammaticales (daselbst 1827) über das Pâli folgen ließ.
Als 1837 die Société asiatique in Paris von Hodgson, dem englischen Ministerresidenten in Nepal, eine bedeutende Sammlung dort von ihm entdeckter buddhistischer Sanskrithandschriften zum Geschenk erhalten hatte, ging Burnouf mit Eifer an die Untersuchung dieser Manuskripte. Er erkannte in ihnen bald die ältesten Schriften der nördlichen Buddhisten und konnte auf Grund derselben schon 1844 sein Werk Introduction à l’histoire du buddhisme indien veröffentlichen, dem später noch die Übersetzung des Le lotus de la bonne loi aus dem Sanskrit nachfolgte (nach seinem Tod hrsg. von Julius Mohl, Paris 1852, Neuauflage Paris 1925).
Schon vorher hatte Burnouf seine Aufmerksamkeit der ältesten religiösen Literatur der Iranier zugewendet, wie sie in dem sogenannten Zendavesta bewahrt ist. Er gab den wichtigsten Teil desselben, den Vendidad Sadé l’un des livres de Zoroastre, lithographiert heraus (Paris 1829–1843); namentlich aber stellte er in seinem Commentaire sur le Yaçna l’un des livres lithurgiques des Parses (Paris 1833) zum ersten Mal genau den Charakter der Zendsprache fest und rekonstruierte ihre grammatischen Formen durch den Vergleich mit dem Sanskrit.
Hieran schlossen sich noch Études sur la langue et sur les textes Zends an. Einen bedeutenden Fortschritt in der Entzifferung der mit dem Zend nahe verwandten altpersischen Sprache, wie sie in den Keilinschriften der Achämeniden vorliegt, machte Burnouf in seinem Mémoire sur deux inscriptions cuneiformes trouvées près d’Hemadan et qui font maintenant partie des papiers du Dr. Schulz (Paris 1836).
Endlich hat Burnouf auch mehrere Arbeiten aus dem Gebiet der eigentlichen Sanskritlitteratur veröffentlicht, namentlich eine Ausgabe und Übersetzung des Le Bhāgavata-Purāṇa ou Histoire poètique de Krich.na.
Nach Danielle Buschinger hatten die Werke Burnoufs Einfluss auf den Komponisten Richard Wagner, nach Georges Bertrand lässt sich dieser Einfluss insbesondere in Wagners unvollendeter Oper Die Sieger finden.

## Auszeichnungen
- 1850 Pour le Mérite[6]

## Werke (Auswahl)
- mit Christian Lassen: Essai sur le Pali. Paris 1826.
- Observations grammaticales. Paris 1827.
- Vendidad Sadé l’un des livres de Zoroastre. Paris 1829–1843.
- Commentaire sur le Yaçna l’un des livres lithurgiques des Parses. Paris 1833.
- Mémoire sur deux inscriptions cuneiformes trouvées près d’Hemadan et qui font maintenant partie des papiers du Dr. Schulz. Paris 1836.
- Le Bhāgavata-Purāṇa ou Histoire poètique de Krich.na. Paris 1840–1847, 3 Bände; Reprint Paris 1981.
- Études sur la langue et sur les textes Zends. Imprimerie Nationale, Paris 1840–1850.
- Introduction à l’histoire du buddhisme indien. Imprimerie royale, Paris 1844 (archive.org) 2. Auflage: 1876.
  - in englischer Übersetzung durch Winifred Stephens als Legends of Indian Buddhism. E. P. Dutton, New York 1911. archive.org.
- (als Übersetzer),  Julius Mohl (Hrsg.): Le lotus de la bonne loi traduit du sanscrit, accompagné d’un commentaire et de vingt et un mémoires relatifs au buddhisme. Maisonneuve frères, Paris 1852 (postum), Neuauflage Paris 1925 (archive.org).